# Hoboconcert (Aho)
Kalevi Aho voltooide zijn Concert voor hobo en orkest op 1 juli 2007.
De geschiedenis van dit werk gaat terug tot 2002. Toen vond in Vlaanderen een aantal concerten plaats gegeven door het Spectra Ensemble waarbij kamermuziek van deze Finse componist werd uitgevoerd. Nadruk lag daarbij op werken met hobo. De hobosolist was destijds Piet Van Bockstal. Deze gaf via deFilharmonie, waar hij in 2005 inmiddels speelde, een opdracht voor een werk voor hobo en orkest. Aho had zelf net zijn  Contrafagotconcert afgerond en zag wel wat in een hoboconcert. Aho wil trouwens een concerto schrijven voor alle muziekinstrumenten, die maar enigszins van belang zijn. Het Philharmonisch orkest van Tampere was bereid mee te betalen aan dit werk.
In het najaar van 2006 en voorjaar van 2007 schreef Aho zijn hoboconcert. Hij voltooide het op 1 juli 2007, een aantal dagen nadat zijn moeder Inga Aho was overleden. Aho ging daarbij uit van drie basiselementen:
- hij wilde muziek schrijven in de traditie van de Maqam; een instrument als de hobo is daar geschikt voor; door diverse afwijkende vingerzettingen en/of aanpassingen in het embouchure kunnen microtonen ten gehore worden gebracht, die overeenkomen met die in de maqam; voorts leent de klank van het instrument zich voor een wat Arabische klank;
- ook het ritme wilde hij meer op Arabische leest geschoeid; hij schreef darabuka en djembe voor;
- Aho wil vaak ‘’vreemdsoortige” muziekinstrumenten toepassen en deed dat ook in dit werk; er is een hobo d'amore en een heckelfoon (ook wel baritonhobo genoemd) te horen.

Door deze structuur is het werk afwijkend ten opzichte van ander werk van de Fin.
Het werk kent een afwijkende indeling ten opzichte van een klassiek concerto. Aho koos voor een vijfdelig werk (normaal driedelig), waarbij de delen 2 tot en met achter elkaar doorgespeeld moeten worden:
1. Lamento
2. Presto (attaca)
3. Interludium, adagio (attaca)
4. Cadens (attaca)
5. Andante cantabile (attaca)

Aho liet in het orkest de hobostem weg, waardoor de hoboïst daadwerkelijk als solist is te beluisteren:
- 2 dwarsfluiten, 1 hobo d'amore, 1 heckelfoon, 2 klarinetten, 2 fagotten
- 2 hoorns, 2 trompetten, 2 trombones
- pauken, 1 man/vrouw percussie, 1 harp
- violen, altviolen, celli, contrabassen

De eerste uitvoering vond plaats op 11 april 2008 in Antwerpen onder leiding van de Noorse dirigent Eivind Aadland. Het was een Noordse avond met ander werk van Magnus Lindberg (Chorale)  en Carl Nielsens Symfonie nr. 3. Het paste in een Noords seizoen van het Antwerpse orkest. Op 9 mei volgde de Finse première van het hoboconcert in Tampere.